# Nadieżda Murawjowa
Nadieżda Konstantinowa Murawjowa (ros. Надежда Константиновна Муравьёва; ur. 30 czerwca 1980 w Bracku), rosyjska piłkarka ręczna, reprezentantka kraju grająca na pozycji prawej rozgrywającej. Trzykrotna mistrzyni świata: 2001, 2007 oraz 2009. W 2001 r. została odznaczona Zasłużonym Mistrzem Sportu.
Obecnie występuje w rosyjskiej Superlidze, w drużynie Łada Togliatti.

## Sukcesy

### reprezentacyjne
Mistrzostwa świata:
- 2001, 2007, 2009

Mistrzostwa Europy:
- 2000, 2008

### klubowe
Mistrzostwa Rosji:
- 1998, 2000, 2001, 2002, 2003, 2004, 2005, 2006, 2008
- 2007
- 2011

Puchar Rosji:
- 2007

Liga Mistrzyń:
- 2007

Puchar EHF:
- 2012

## Odznaczenia
- Zasłużony Mistrz Sportu (2001)